# Horní Loděnice
Horní Loděnice är en ort i Tjeckien.   Den ligger i regionen Olomouc, i den östra delen av landet, 210 km öster om huvudstaden Prag. Horní Loděnice ligger 543 meter över havet och antalet invånare är 348.
Terrängen runt Horní Loděnice är varierad. Runt Horní Loděnice är det ganska glesbefolkat, med 27 invånare per kvadratkilometer. Närmaste större samhälle är Šternberk, 7,2 km sydväst om Horní Loděnice. Omgivningarna runt Horní Loděnice är en mosaik av jordbruksmark och naturlig växtlighet.